# 救命講習
救命講習（きゅうめいこうしゅう）は、日本で消防本部によって行われている応急処置技能講習。総務省消防庁による「応急手当の普及啓発活動の推進に関する実施要綱」に基づき、各地の消防局・消防本部が指導する公的資格の一つ。
日本赤十字社の「赤十字救急法基礎講習」「赤十字救急法救急員養成講習」相当である。受講者数では年間約100万人で、数ある救急救命に関する講習の中で最も多い（平成17年度）。

## 講習コース概要
救命、悪化防止、苦痛軽減の3要素に基づく応急処置(応急手当)の実技指導が行われる。講習は、半日の「普通救命講習I」「普通救命講習II」と、終日の「上級救命講習」に加え、2011年の上記「応急手当の普及啓発活動の推進に関する実施要綱」改訂を受け、「救命入門コース」と「普通救命講習III」が新設された。
救命入門コースは90分の講習で、胸骨圧迫とAEDの使用法を中心とした救命処置が教授される。他の講習は概ね中学生以上を対象としているが、本コースは小学生中高学年（概ね10歳以上）から受講ができる。
普通救命講習Iは3時間の講習で、広く一般市民を対象に、成人への救命処置（心肺蘇生法、AEDを用いた除細動）と、気道異物除去や止血法などの応急手当が教授される。一般的な普通救命講習はこの講習である（赤十字救急法基礎講習と同等）。普通救命講習IIは、医務室、集客施設職員など、一般市民よりも高頻度で救命処置を行なう可能性のある人（一定頻度者）向けのもので、普通救命講習Iの内容に加え、筆記と実技の効果測定を伴う4時間の講習となる。普通救命講習IIIは一般市民を対象とした3時間の講習だが、小児（消防署における「小児」の定義では15歳未満とされる）・乳児・新生児に対する救命処置と応急手当を扱うもので、市民はもちろん保育園や学校教職員、児童館職員、放課後児童クラブ指導者などに向いている。
上級救命講習では、成人や小児・乳児への救命処置や応急手当（普通救命講習IIおよびIIIに相当）に加え、ファーストエイド（三角巾を用いた骨折などの外傷救護法や、熱中症・やけどなどへの対応、事故等での頸椎損傷が疑われる傷病者への頭部保持、その他）、搬送法などが加わり、実技と筆記の効果測定を伴う8時間の講習となる（こちらが赤十字救急法救急員養成講習と同等となる）。
指導内容は、上記「応急手当の普及啓発活動の推進に関する実施要綱」で規定されており、医学的根拠はアメリカ心臓協会および国際蘇生連絡協議会等による国際ガイドラインを元に、一般社団法人日本蘇生協議会が策定したJRC蘇生ガイドラインに準拠している。なお、5年に一度の前記ガイドライン改訂に合わせ、救命講習の指導内容も最新の知見を反映したものに改訂され続けている。

## 修了証、参加証の交付
遅刻・早退なしに講習の全教程を修了すると、救命入門コースでは消防長による押印のない「参加証」が、その他の講習では、消防長が発行する「救命講習修了証」（消防本部によっては「救命技能認定証」）が交付される。中には、総務省消防庁の規定とは別個に、講習修了者に対し「市民救命士」との独自名称を用いる地域もあり、兵庫県や川崎市などではこの呼称を用いている。
基本的に修了証に有効期限はない（ある自治体も一部存在する）が、技能維持のため2年から3年ごとに再講習を受けることが推奨される（修了証にその旨を明記しているケースもある）。なお、修了証が発行される救急講習は基本的に総務省消防庁が通知している「応急手当の普及啓発活動の推進に関する実施要綱」のガイドラインに従っておりどこの本部が実施する講習を受けても問題ないが、修了証番号は各本部ごと管理されているので別の本部で再講習を受けると修了証更新時に新規番号に変更となる。東京消防庁など一部の消防本部では、有効期限を設け、通常の講習と期限内の再講習とで講習内容を分けている。
一部地域では、受講者には救命講習受講記念バッジ、普通I II III 救命講習(緑)、上級救命講習(紫)、応急手当普及員(オレンジ)の3種類が販売されていた（平成30年3月31日で販売を終了）。

## 開催スケジュールと受講申込
開催日程は各消防本部や防災協会など講習開催機関によって異なるが、各機関への電話やWebサイトで確認することができる。また、自治体の広報紙でも告知されることが一般的である。講習開催機関が消防署その他の場所で開催する一般公募による講習のほか、10名以上の団体であれば、事前調整のうえ出張指導も可能である。
受講申込は講習開催機関へ電話で行えるが、中にはWebサイトより申請可能な地域もある。特に団体の場合は、受講申請書と受講者名簿の提出を要することが多いが、用紙はWebサイトより入手できる。また、過去に受講経験（他地域での受講含む）がある場合は、その旨を伝えると事務手続や講習指導上参考となる。なお、開催機関管轄地域の住民に加え、同地域での在勤・在学者等も、受講申込が可能である。
ちなみに、救急車到着までの市民による救命処置（バイスタンダーCPR）の普及が喫緊の課題である為、普通救命講習の開催を優先する地域も多い。その様な地域では、上級救命講習の開催が少ないまたは全く無い、あるいは数十人単位で受講申請があった場合のみ対応している場合もある。ただし、救済策として周辺地域で開催する上級救命講習への受講を可能とする地域もある。

## 講師資格
救命講習は、応急手当指導員または応急手当普及員の有資格者が指導するよう規定されている。消防吏員にあっても同様である。
応急手当指導員は、認定した消防機関等が行うすべての種類の救命講習で指導ができる。
応急手当普及員は、防災組織等の構成員や事業所の従業員に対して普通救命講習の指導ができる。

## 修了証写真

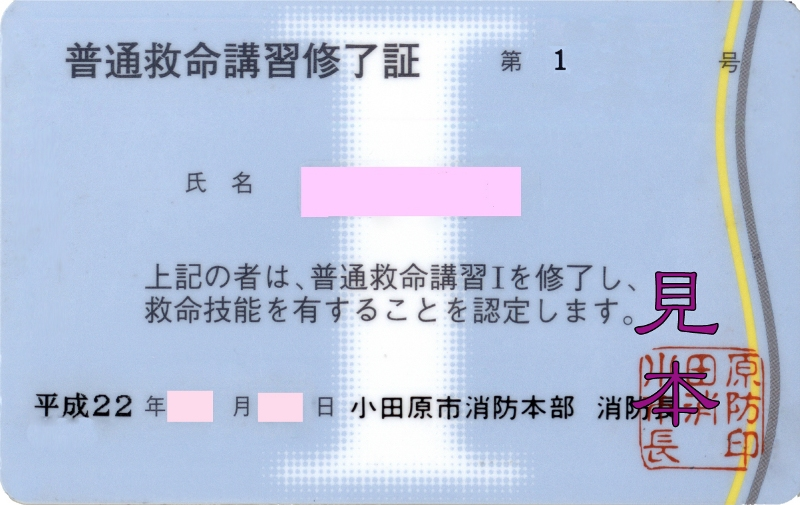
（普通救命Iの例）
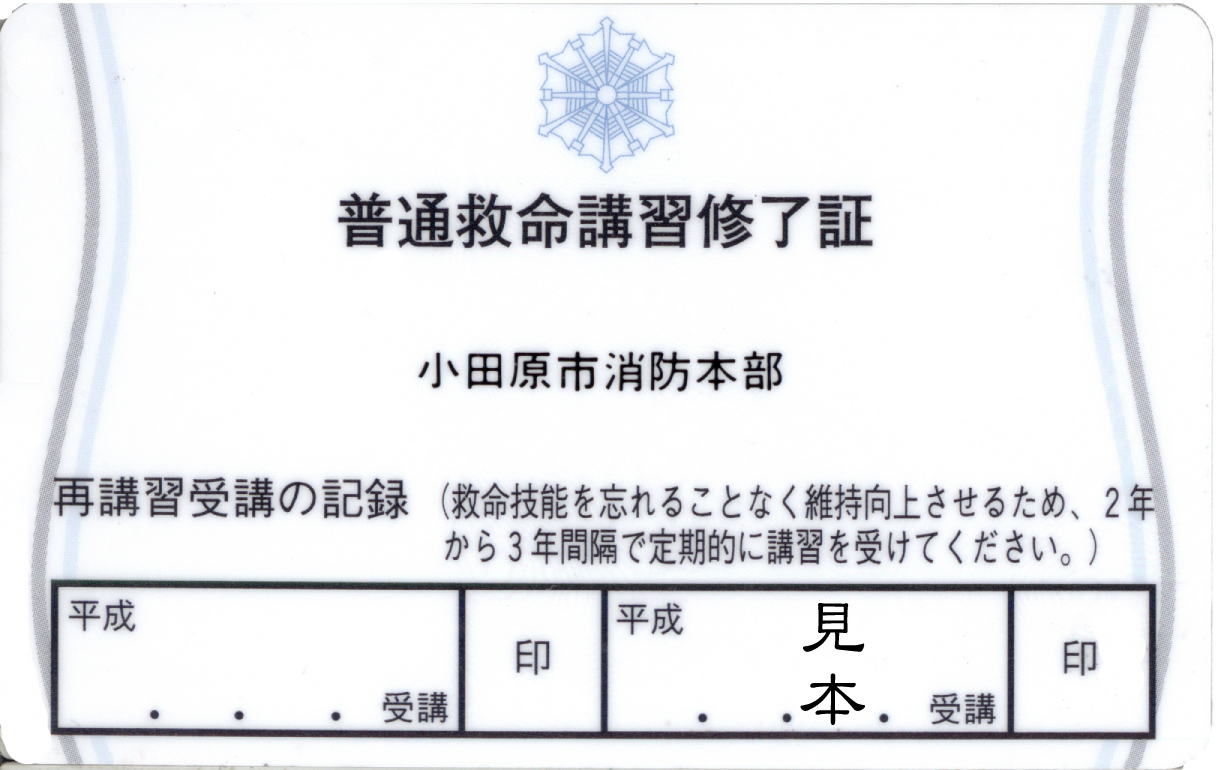
（普通救命Iの例）